# Saprinus planiusculus
Saprinus planiusculus är en skalbaggsart som beskrevs av Victor Ivanovitsch Motschulsky 1849. Saprinus planiusculus ingår i släktet Saprinus och familjen stumpbaggar. Enligt den finländska rödlistan är arten sårbar i Finland. Arten är reproducerande i Sverige. Artens livsmiljö är sandstränder vid Östersjön. Inga underarter finns listade i Catalogue of Life.